# 프로듀사
《프로듀사》는 2015년 5월 15일부터 2015년 6월 20일까지 KBS 2TV에서 방영된 금토드라마다. KBS 예능국을 배경으로 펼쳐지는 릴리스틱 픽션 드라마이다.

## 등장인물

### 주요 인물
- 차태현 : 라준모 역(아역 : 길정우, 채상우) - 35세. KBS 예능국 《1박 2일》 메인 PD
- 공효진 : 탁예진 역(아역 : 이지원, 하승리) - 35세. KBS 예능국 《뮤직뱅크》 메인 PD
- 김수현 : 백승찬 역(아역 : 박상훈) - 27세. KBS 예능국 《1박 2일》 신입 PD
- 이지은 : 신디 역 - 23세. 변엔터 소속의 인기 가수, 핑키포 멤버, 《1박 2일》 시즌 5 멤버

### KBS & 예능국
- 박혁권 : 김태호 역 - 45세. KBS 예능국 CP
- 김종국 : 김홍순 역 - 35세. KBS 예능국 《열린음악회》 메인 PD
- 서기철 : 장인표 역 - 55세. KBS 예능국장
- 예지원 : 고양미 역 - KBS 예능국 행정반 직원
- 기주봉 : 박춘봉 역 - KBS 사장

### 《1박 2일》 팀
- 이주승 : 김준배 역 - 8년차 FD
- 이채은 : 손지연 역 - 32세. 서브작가
- 노수산나 : 한나 역 - 섭외작가
- 고보결 : 왕민정 역 - 23세. 막내작가
- 배유람 : 류일용 역 - 29세. 조연출
- 신주환 : 형근 역 - 28세. 조연출

### 《뮤직뱅크》 팀
- 남경 : 김다정 역 - 막내작가
- 장성범 : 조연출 역
- 정한비 : 메인작가 역

### 변엔터테인먼트
- 나영희 : 변미숙 역 - 50세. 대표
- 조한철 : 김 실장 역
- 최권 : 신디 로드매니저 역 - 신디 담당 로드
- 조승희 : 유주 역 - 핑키포 멤버
- 인아 : 크리스틴 역 - 핑키포 멤버
- 미미 : 하늘 역 - 핑키포 멤버

### 라준모의 가족
- 미상 : 라춘식 역 - 60세. 라준모의 아버지
- 임예진 : 박봉순 역 - 56세. 라준모의 어머니

### 탁예진의 가족
- 미상 : 탁석환 역 - 60세. 탁예진의 아버지
- 미상 : 김영옥 역 - 57세. 탁예진의 어머니
- 김희찬 : 탁예준 역 - 24세. 탁예진의 남동생, 의대생

### 백승찬의 가족
- 김종수 : 백보선 역 - 67세. 백승찬의 아버지, 공무원 출신
- 김혜옥 : 이후남 역 - 61세. 백승찬의 어머니, 초등학교 교사 출신
- 박희본 : 백재희 역 - 36세. 백승찬의 누나
- 박종환 : 백영찬 역 - 33세. 백승찬의 형, 사법고시 준비중
- 최선영 : 백유빈 역 - 14세. 백승찬의 여동생, 중학생
- 강신철 : 명지훈 역 - 40세. 백승찬의 매형, 비뇨기과 의사

### 그 외
- 안세하 : 매니저 역
- 류준열 : 주종현 역 - 예능국 신입PD, 백승찬의 입사동기, 《출발 드림팀》
- 나수윤 : 방그리 역 - 예능국 신입PD, 백승찬의 입사동기, 《위기탈출 넘버원》
- 이두석
- 최준호 : 예능국 신입PD 역 - 백승찬의 입사동기
- 조창근 : 예능국 신입PD 역 - 백승찬의 입사동기
- 김사권
- 이강욱 : 불후의 명곡 PD 역
- 김예은
- 임성미
- 진용욱
- 황민호
- 양현민 : 하니 매니저 역
- 정구민
- 장세영
- 여무영
- 정상철
- 김해나
- 전두현
- 윤정미
- 주동희
- 전헌태
- 이정호 : 강 기자 역
- 오예림(아역) : 장예림의 친구 역
- 추수빈(아역) : 장예림의 친구 역
- 유해정(아역) : 장예림 역 - 예능국장의 딸
- 김희찬
- 박서연(아역) : 변엔터 연습생 역
- 이지호(아역) : 변엔터 연습생 역
- 김예원(아역) : 변엔터 연습생 역
- 이서영(아역) : 변엔터 연습생 역
- 최선영(아역)
- 정한희(아역) : 김태호의 딸 역
- 정영금
- 박원호
- 변건우 : VJ 역
- 김수홍 : 신디 아버지 역
- 노효윤 : 신디 어머니 역
- 손영순 : 이명자 역
- 홍승범 : 민기자 역
- 윤종원 : 스타워즈 파일럿 PD 역

### 특별 출연
- 윤여정 : 본인 역 - 《1박 2일》 시즌 4 멤버
- 금보라 : 본인 역 - 《1박 2일》 시즌 4 멤버
- 황신혜 : 본인 역 - 《1박 2일》 시즌 4 멤버
- 현영 : 본인 역 - 《1박 2일》 시즌 4 멤버
- 조윤희 : 신혜주 역 - KBS 예능국 《연예가중계》 조연출 PD
- 태연 : 본인 역
- 티파니 : 본인 역
- 서현 : 본인 역
- 신동엽 : 본인 역 - 《안녕하세요》 진행자
- 이영자 : 본인 역 - 《안녕하세요》 진행자
- 정찬우 : 본인 역 - 《안녕하세요》 진행자
- 김태균 : 본인 역 - 《안녕하세요》 진행자
- 유희열 : 본인 역 - 《1박 2일》 섭외대상 연예인
- 전현무 : 본인 역 - 《1박 2일》 섭외대상 연예인
- 윤종신 : 본인 역 - 《1박 2일》 섭외대상 연예인
- 조정치 : 본인 역 - 《1박 2일》 섭외대상 연예인
- 홍경민 : 본인 역
- 장혁 : 장현성 역 - 탁예진의 전 남자친구
- 이천희 : 이민철 역 - 탁예진의 전 남자친구
- 박진영 : 본인 역
- 조권 : 본인 역
- 닉쿤 : 본인 역
- 선미 : 본인 역
- 잭슨 : 본인 역
- 하니 : 본인 역
- 산다라박 : 본인 역 - 《1박 2일》 시즌 5 멤버
- 강승윤 : 본인 역 - 《1박 2일》 시즌 5 멤버
- 노민우 : 본인 역 - 《1박 2일》 시즌 5 멤버
- 김민재 : 본인 역 - 《1박 2일》 시즌 5 멤버
- 김지수 : 본인 역 - 《1박 2일》 시즌 5 멤버
- 윤유선 : 김태호의 아내 역
- 유호진 : 본인 역
- 이승기 : 본인 역
- 노라조 : 밴드 노라조 역
- 고아라 : 본인 역
- 해령 : 유나 역
- 박보검 : 본인 역 - 《뮤직뱅크》 진행자
- 케이윌 : 본인 역
- 려욱 : 라디오 DJ 역
- 제이니 : 지니 역 - 변엔터테인먼트 소속 가수
- 멜로디데이
- 보이프렌드
- 몬스타엑스
- 송병철 : 본인 역
- 류근지 : 본인 역
- 김성원 : 본인 역
- 김승혜 : 본인 역
- 이상은 : 본인 역
- 홍현호 : 본인 역
- 정재형 : 본인 역
- 로이킴 : 신디 안티팬 역
- 정준영 : 신디 안티팬 역
- 설인아 : 신디 안티팬 역
- 서경석 : 서경석 역 - 신디 삼촌팬, 변호사
- 송해 : 본인 역
- 김생민 : 본인 역

## 시청률
최저 시청률과 최고 시청률은 시청률 조사회사와 지역별로 시청률에 차이가 있을 수 있습니다.
| 2015년      | 2015년      | 2015년                 | 2015년         | 2015년       | 2015년         | 2015년       |
| 회차        | 방송일      | 부제                   | TNmS 시청률    | TNmS 시청률  | AGB 시청률     | AGB 시청률   |
| 회차        | 방송일      | 부제                   | 대한민국(전국) | 서울(수도권) | 대한민국(전국) | 서울(수도권) |
| ----------- | ----------- | ---------------------- | -------------- | ------------ | -------------- | ------------ |
| 제1회       | 5월 15일    | 본의 아니게 예능국     | 10.5%          | 11.8%        | 10.1%          | 10.5%        |
| 제2회       | 5월 16일    | 본의 아니게 하차통보   | 11.2%          | 12.3%        | 10.3%          | 10.7%        |
| 제3회       | 5월 22일    | 본의 아니게 닭 대신 꿩 | 9.6%           | 10.8%        | 10.2%          | 11.4%        |
| 제4회       | 5월 23일    | 본의 아니게 그런 척…   | 11.5%          | 13.3%        | 11.0%          | 11.3%        |
| 제5회       | 5월 29일    | 본의 아니게 편집       | 10.8%          | 12.3%        | 11.2%          | 12.0%        |
| 제6회       | 5월 30일    | 본의 아니게 대형사고   | 12.8%          | 14.4%        | 13.5%          | 14.5%        |
| 제7회       | 6월 5일     | 언론플레이의 이해      | 11.8%          | 13.4%        | 11.7%          | 12.3%        |
| 제8회       | 6월 6일     | 러브 라인의 이해       | 13.8%          | 16.7%        | 13.4%          | 13.7%        |
| 제9회       | 6월 12일    | 결방의 이해            | 11.7%          | 13.3%        | 12.6%          | 13.5%        |
| 제10회      | 6월 13일    | 예고의 이해            | 13.8%          | 15.6%        | 14.6%          | 15.4%        |
| 제11회      | 6월 19일    | 시청률의 이해          | 13.3%          | 15.3%        | 13.4%          | 14.5%        |
| 제12회      | 6월 20일    | 장수프로그램의 이해    | 18.2%          | 20.4%        | 17.7%          | 17.9%        |
| 평균 시청률 | 평균 시청률 | 평균 시청률            | 12.4%          | 14.1%        | 12.5%          | 13.1%        |

## 수상
- 2015년 제8회 코리아 드라마 어워즈 대상, 한류스타상 - 김수현
- 2015년 제8회 코리아 드라마 어워즈 연출상 - 표민수, 서수민
- 2015년 한국광고주협회 광고주가 뽑은 좋은 프로그램상 드라마 부문
- 2015년 대한민국 마켓팅 대상 K-Drama 부문 최우수상
- 2015년 에이판 스타 어워즈 대상 - 김수현
- 2015년 미디어 어워드 지상파방송 콘텐츠 드라마 부문 - 우수상
- 2015년 대한민국 스타 예술 대상 올해의 드라마 대상
- 2015년 KBS 연기대상 대상, 네티즌 인기상 - 김수현
- 2015년 KBS 연기대상 미니시리즈 부문 남자 우수연기상 - 차태현
- 2015년 KBS 연기대상 베스트 커플상 - 김수현-공효진, 차태현-공효진